# Oekraïne op de Olympische Zomerspelen 2000
Oekraïne nam deel aan de Olympische Zomerspelen 2000 in Sydney, Australië. 

## Medailleoverzicht
| Sport          | Olympiër | Onderdeel                | Medaille |
| -------------- | --- | ------------------------ | -------- |
| Schietsport    | Mykola Milchev                                                                                               | skeet (m)                | Goud     |
| Zwemmen        | Yana Klochkova                                                                                               | 200m wisselslag (v)      | Goud     |
| Zwemmen        | Yana Klochkova                                                                                               | 400m wisselslag (v)      | Goud     |
| Boksen         | Andreas Kotelnik                                                                                             | -60kg (m)                | Zilver   |
| Boksen         | Serhiy Dotsenko                                                                                              | -67kg (m)                | Zilver   |
| Boogschieten   | Kateryna Serdyuk Nataliya Burdeyna Olena Sadovnycha                                                          | team (v)                 | Zilver   |
| Gymnastiek     | Oleksandr Beresch Valeriy Honcharov Ruslan Myezyentsev Valeriy Pereshkura Oleksandr Svitlychyi Roman Zozulya | meerkamp team (m)        | Zilver   |
| Gymnastiek     | Oksana Tsyhuleva                                                                                             | trampoline (v)           | Zilver   |
| Wielersport    | Serhiy Chernyavsky Oleksandr Fedenko Serhiy Matveyev Oleksandr Symonenko                                     | ploegenachtervolging (m) | Zilver   |
| Worstelen      | Yevhen Buslovych                                                                                             | -58kg vrije stijl (m)    | Zilver   |
| Worstelen      | Davyd Saldadze                                                                                               | -97kg Grieks-Romeins (m) | Zilver   |
| Zwemmen        | Denys Sylantyev                                                                                              | 200m vlinderslag (m)     | Zilver   |
| Zwemmen        | Yana Klochkova                                                                                               | 800m vrije slag (v)      | Zilver   |
| Atletiek       | Roman Schurenko                                                                                              | verspringen (m)          | Brons    |
| Atletiek       | Olena Hovorova                                                                                               | hink-stap-springen (v)   | Brons    |
| Boksen         | Volodymyr Sydorenko                                                                                          | -51kg (m)                | Brons    |
| Boksen         | Serhiy Danylchenko                                                                                           | -54kg (m)                | Brons    |
| Boksen         | Andriy Fedchuk                                                                                               | -81kg (m)                | Brons    |
| Gymnastiek     | Oleksandr Beresch                                                                                            | individuele meerkamp (m) | Brons    |
| Judo           | Ruslan Mashurenko                                                                                            | -90kg (m)                | Brons    |
| Schoonspringen | Hanna Sorokina Olena Zhupina                                                                                 | 3m plank synchroon (v)   | Brons    |
| Wielersport    | Iryna Yanovych                                                                                               | sprint (v)               | Brons    |
| Zeilen         | Olena Pakholchik Ruslana Taran                                                                               | 470 (v)                  | Brons    |

## Deelnemers en resultaten
(m) = mannen, (v) = vrouwen

### Atletiek
| Olympiër                                                          | Discipline               | Resultaat | Prestatie |
| ----------------------------------------------------------------- | ------------------------ | --------- | --- |
| Anatoliy Dovhal                                                   | 100m (m)                 | 47e       | serie 9: 4de in 10,48 |
| Kostia Rurak                                                      | 100m (m)                 | 29e       | serie 10: 3de in 10,48 kwartfinale 3: 7de in 10,38 |
| Oleksandr Kaydash                                                 | 400m (m)                 | 57e       | serie 7: 7de in 46,88 |
| Ivan Heshko                                                       | 1500m (m)                | 31e       | serie 2: 10de in 3.41,80 |
| Serhiy Lebid                                                      | 5000m (m)                | 7e        | serie 2: 2de in 13.29,69 finale: 7de in 13.37,80 |
| Gennadiy Gorbenko                                                 | 400m horden (m)          | 8e        | serie 7: 2de in 49,12 halve finale 1: 3de in 48,40 finale: 8ste in 49,01 |
| Sergiy Redko                                                      | 3000m steeplechase (m)   | 29e       | serie 1: 9de in 8.40,51 |
| Gennadiy Gorbenko Oleksandr Kaydash Roman Voronko Yevgeniy Zyukov | 4x400m (m)               | 11e       | serie 3: 4de in 3.05,41 halve finale 2: 5de in 3.02,68 (NR) |
| Oleksiy Shelest                                                   | 50km snelwandelen (m)    | 32e       | 4:07.39 |
| Olexiy Lukashevych                                                | verspringen (m)          | 4e        | kwalificatie groep A: 4de met 8,01m finale: 4de met 8,26m |
| Roman Schurenko                                                   | verspringen (m)          | Brons     | kwalificatie groep B: 7de met 8,01m finale: 3de met 8,31m |
| Sergii Izmailov                                                   | hink-stap-springen (m)   | 10e       | kwalificatie groep B: 4de met 16,90m finale: 10de met 16,62m |
| Sergii Dymchenko                                                  | hoogspringen (m)         | 9e        | kwalificatie groep B: 5de met 2,27m finale: 9de met 2,29m |
| Ruslan Glyvynskyy                                                 | hoogspringen (m)         | 27e       | kwalificatie groep A: 14de met 2,15m |
| Andriy Sokolovskyy                                                | hoogspringen (m)         | 16e       | kwalificatie groep A: 9de met 2,24m |
| Sergey Bubka                                                      | polsstokhoogspringen (m) | DNF       | kwalificatie groep A: geen geldige poging |
| Denys Yurchenko                                                   | polsstokhoogspringen (m) | 30e       | kwalificatie groep B: 17de met 5,40m |
| Yuriy Bilonog                                                     | kogelstoten (m)          | 5e        | kwalificatie groep B: 2de met 20,53m finale: 5de met 20,84m |
| Roman Virastyuk                                                   | kogelstoten (m)          | 20e       | kwalificatie groep A: 10de met 19,27m |
| Kyryle Chuprynn                                                   | discuswerpen (m)         | 32e       | kwalificatie groep B: 17de met 58,38m |
| Oleksandr Krykun                                                  | kogelslingeren (m)       | 20e       | kwalificatie groep A: 11de met 74,83m |
| Vladyslav Piskunov                                                | kogelslingeren (m)       | 14e       | kwalificatie groep B: 6de met 76,08m |
| Andriy Skvaruk                                                    | kogelslingeren (m)       | 10e       | kwalificatie groep A: 1ste met 79,55m finale: 10de met 75,50m |
| Fedir Laukhin                                                     | tienkamp (m)             | 23e       | 100m: 30ste in 11,21 verspringen: 23ste met 7,01m kogelstoten: 35ste met 13,16m hoogspringen: 11de met 2,03m 400m: 20ste in 49,64 110m horden: 25ste in 15,16 discuswerpen: 25ste met 38,33m polsstokhoogspringen: 10de met 4,90m speerwerpen: 21ste met 55,53m 1500m: 20ste in 4.41,48 totaal: 7652 punten |
| Volodymyr Mykhailenko                                             | tienkamp (m)             | 22e       | 100m: 23ste in 11,10 verspringen: 22ste met 7,04m kogelstoten: 28ste met 13,53m hoogspringen: 7de met 2,06m 400m: 13de in 48,80 110m horden: 18de in 14,84 discuswerpen: 23ste met 40,45m polsstokhoogspringen: 22ste met 4,60m speerwerpen: 24ste met 47,27m 1500m: 14de in 4.36,23 totaal: 7676 punten    |
| Oleksandr Yurkov                                                  | tienkamp (m)             | 18e       | 100m: 11de in 10,89 verspringen: 28ste met 6,68m kogelstoten: 14de met 14,78m hoogspringen: 19de met 1,97m 400m: 10de in 48,66 110m horden: 22ste in 15,02 discuswerpen: 2de met 48,67m polsstokhoogspringen: 3de met 5,00m speerwerpen: 22ste met 54,77m 1500m: 18de in 4.39,94 totaal: 7993 punten        |
|                                                                   |                          |           | |
| Anzhela Kravchenko                                                | 100m (v)                 | 9e        | serie 4: 2de in 11,35 kwartfinale 1: 6de in 11,32 |
| Zhanna Pintusevych                                                | 100m (v)                 | 17e       | serie 3: 1ste in 11,27 kwartfinale 3: 1ste in 11,08 halve finale 1: 3de in 11,32 finale: 4de in 11,20 |
| Iryna Pukha                                                       | 100m (v)                 | 21e       | serie 5: 2de in 11,41 kwartfinale 2: 7de in 11,54 |
| Olena Pastushenko                                                 | 200m (v)                 | 30e       | serie 4: 4de in 23,69 kwartfinale 3: 7de in 23,63 |
| Zhanna Pintusevych                                                | 200m (v)                 | 7e        | serie 7: 2de in 23,13 kwartfinale 2: 3de in 22,79 halve finale 1: 4de in 22,74 finale: 7de in 22,66 |
| Olena Rurak                                                       | 400m (v)                 | 38e       | serie 4: 5de in 53,45 |
| Olena Buzhenko                                                    | 800m (v)                 | 26e       | serie 1: 6de in 2.03,48 |
| Tetyana Kryvobok                                                  | 1500m (v)                | 36e       | serie 1: 13de in 4.22,11 |
| Nadiya Bodrova                                                    | 100m horden (v)          | 29e       | serie 1: 6de in 13,25 |
| Olena Krasovska                                                   | 100m horden (v)          | 13e       | serie 2: 6de in 13,15 kwartfinale 3: 5de in 13,02 halve finale 1: 7de in 13,02 |
| Mayya Shemchishena                                                | 100m horden (v)          | 25e       | serie 5: 6de in 13,18 |
| Tetyana Debela                                                    | 400m horden (v)          | 20e       | serie 2: 6de in 57,33 |
| Tetyana Tereshchuk-Antipova                                       | 400m horden (v)          | 5e        | serie 3: 2de in 56,27 halve finale 2: 3de in 54,25 finale: 5de in 53,98 |
| Olena Krasovska Anzhela Kravchenko Olena Pastushenko Iryna Pukha  | 4x100m (v)               | 11e       | serie 3: 4de in 43,93 halve finale 1: 6de in 43,31 |
| Valentyna Savchuk                                                 | 20km snelwandelen (v)    | 12e       | 1:33.22 |
| Vira Zozulya                                                      | 20km snelwandelen (v)    | 24e       | 1:35.43 |
| Olena Shekhovtsova                                                | verspringen (v)          | 11e       | kwalificatie groep A: 3de met 6,65m finale: 11de met 6,37m |
| Viktoriya Vershynina                                              | verspringen (v)          | 14e       | kwalificatie groep B: 7de met 6,56m |
| Olena Hovorova                                                    | hink-stap-springen (v)   | Brons     | kwalificatie groep B: 2de met 14,76m finale: 3de met 14,96m |
| Olena Khlusovych                                                  | hink-stap-springen (v)   | 20e       | kwalificatie groep A: 11de met 13,60m |
| Inga Babakova                                                     | hoogspringen (v)         | 5e        | kwalificatie groep B: 1ste met 1,94m finale: 5de met 1,96m |
| Iryna Mykhalchenko                                                | hoogspringen (v)         | 29e       | kwalificatie groep B: 15de met 1,85m |
| Vita Palamar                                                      | hoogspringen (v)         | 7e        | kwalificatie groep A: 2de met 1,94m finale: 7de met 1,96m |
| Anzhela Balakhonova                                               | polsstokhoogspringen (v) | 5e        | kwalificatie groep A: 4de met 4,30m finale: geen geldige poging |
| Olena Antonova                                                    | discuswerpen (v)         | 13e       | kwalificatie groep A: 6de met 60,73m |
| Tetyana Lyakhovych                                                | speerwerpen (v)          | 19e       | kwalificatie groep B: 11de met 57,41m |
| Iryna Sekachova                                                   | kogelslingeren (v)       | 19e       | kwalificatie groep A: 8ste met 61,44m |
| Lyudmyla Kovalova                                                 | zevenkamp (v)            | 23e       | 100m horden: 32ste in 15,12 hoogspringen: 16de met 1,72m kogelstoten: 11de met 13,57m 200m: 28ste in 26,36 verspringen: 25ste met 5,57m speerwerpen: 20ste met 42,50m 800m: 8ste in 2.13,52 totaal: 5585 punten                                                                                             |
| Larysa Necheporuk                                                 | zevenkamp (v)            | 20e       | 100m horden: 28ste in 14,53 hoogspringen: 16de met 1,72m kogelstoten: 12de met 13,56m 200m: 25ste in 25,76 verspringen: 19de met 5,89m speerwerpen: 12de met 44,57m 800m: 21ste in 2.19,94 totaal: 5762 punten                                                                                              |

### Badminton
| Olympiër                                  | Discipline     | Resultaat | Prestatie                                                          |
| ----------------------------------------- | -------------- | --------- | ------------------------------------------------------------------ |
| Vladislav Druzchenko                      | enkelspel (m)  | 17e       | 1ste ronde: vrij 2de ronde: V van IND Gopichand: 3-15, 15-10, 7-15 |
|                                           |                |           |                                                                    |
| Elena Nozdran                             | enkelspel (v)  | 17e       | 1ste ronde: vrij 2de ronde: V van KOR Lee: 1-11, 5-11              |
| Victoria Evtoushenko Elena Nozdran        | dubbelspel (v) | 17e       | 1ste ronde: V van DEN Jørgensen/Schjoldager: 3-15, 15-11, 11-15    |
|                                           |                |           |                                                                    |
| Victoria Evtoushenko Vladislav Druzchenko | dubbelspel (g) | 17e       | 1ste ronde: V van KOR Ha/Chung: 9-15, 5-15                         |

### Boksen
| Olympiër             | Discipline  | Resultaat | Prestatie |
| -------------------- | ----------- | --------- | --- |
| Valeriy Sydorenko    | -48kg (m)   | 5e        | 1ste ronde: W van BRA Albuquerque: 12-7 2de ronde: W van THA Punnon: scheidsrechterlijke beslissing kwartfinale: V van CUB Romero: 5-12 |
| Vladimir Sidorenko   | -51kg (m)   | Brons     | 1ste ronde: W van MEX Ponce de León: 16-8 2de ronde: W van ARG Narvaez: 16-10 kwartfinale: W van POL Rzany: scheidsrechterlijke beslissing halve finale: V van THA Ponlid: 11-14                                                             |
| Sergey Danilchenko   | -54kg (m)   | Brons     | 1ste ronde: vrij 2de ronde: W van IND Singh: 14-5 kwartfinale: W van AUS Kane: scheidsrechterlijke beslissing halve finale: V van RUS Malakhbekov: 10-15                                                                                     |
| Servin Suleymanov    | -57kg (m)   | 17e       | 1ste ronde: V van BUL Mladenov: 4-7 |
| Andriy Kotelnyk      | -60kg (m)   | Zilver    | 1ste ronde: W van PHI Semillano: scheidsrechterlijke beslissing 2de ronde: W van GHA Narh: 17-11 kwartfinale: W van KAZ Karimzhanov: scheidsrechterlijke beslissing halve finale: W van MEX Bejarano: 22-14 finale: V van CUB Kindelán: 4-14 |
| Vyacheslav Senchenko | -63,5kg (m) | 17e       | 1ste ronde: V van EGY Abdel Maksoud : 16-19 |
| Sergey Dotsenko      | -67kg (m)   | Zilver    | 1ste ronde: W van ARG Saputo: 12-7 2de ronde: W van THA Jangphonak: 13-5 kwartfinale: W van KAZ Muneitbasov: 8-7 halve finale: W van MDA Gruşac: 17-8 finale: V van RUS Saitov: 16-24                                                        |
| Oleksandr Zubrihin   | -75kg (m)   | 5e        | 1ste ronde: vrij 2de ronde: W van MAR Mesbahi: 9-5 kwartfinale: V van HUN Erdei: 9-14 |
| Andriy Fedchuk       | -81kg (m)   | Brons     | 1ste ronde: W van MAR Raguig: scheidsrechterlijke beslissing 2de ronde: W van GHA Adamu: 13-5 kwartfinale: W van IND Singh: 12-12 halve finale: V van CZE Kraj: 7-11                                                                         |
| Alexandr Yatsenko    | -91kg (m)   | 9e        | 1ste ronde: vrij 2de ronde: V van UZB Chagaev: 2-15 |
| Oleksiy Mazikin      | +91kg (m)   | 5e        | 1ste ronde: vrij 2de ronde: W van NZL Shelford: 19-5 kwartfinale: V van GBR Harrison: 9-19 |

### Boogschieten
| Olympiër                                         | Discipline      | Resultaat | Prestatie |
| ------------------------------------------------ | --------------- | --------- | --- |
| Serhiy Antonov                                   | individueel (m) | 26e       | plaatsingsronde: 26ste met 631 punten 1ste ronde: W van RUS Badënov: 164-153 2de ronde: V van USA Wunderle: 151-152                                             |
| Viktor Kurchenko                                 | individueel (m) | 43e       | plaatsingsronde: 43ste met 615 punten 1ste ronde: V van CHN Yang: 155-164                                                                                       |
| Ihor Parkhomenko                                 | individueel (m) | 37e       | plaatsingsronde: 24ste met 632 punten 1ste ronde: V van CUB Arias: 160-164                                                                                      |
| Serhiy Antonov Viktor Kurchenko Ihor Parkhomenko | team (m)        | 26e       | plaatsingsronde: 9de met 1878 punten 1ste ronde: W van China: 244-235 kwartfinale: V van Zuid-Korea: 236-258                                                    |
|                                                  |                 |           | |
| Nataliya Burdeyna                                | individueel (v) | 26e       | plaatsingsronde: 26ste met 632 punten 1ste ronde: W van TUR Satır: 166-157 2de ronde: V van PRK Choe: 160-162                                                   |
| Olena Sadovnycha                                 | individueel (v) | 17e       | plaatsingsronde: 5de met 658 punten 1ste ronde: W van POL Bulwa: 163-158 2de ronde: V van POL Łęcka: 158-159                                                    |
| Kateryna Serdyuk                                 | individueel (v) | 18e       | plaatsingsronde: 10de met 644 punten 1ste ronde: W van ITA Franchini: 157-144 2de ronde: V van GER Mensign: 153-161                                             |
| Serhiy Antonov Viktor Kurchenko Ihor Parkhomenko | team (v)        | Zilver    | plaatsingsronde: 2de met 1934 punten 1ste ronde: vrij kwartfinale: W van Italië: 237-230 halve finale: W van Turkije: 240-233 finale: V van Zuid-Korea: 239-251 |

### Gewichtheffen
| Olympiër             | Discipline | Resultaat | Prestatie                                                        |
| -------------------- | ---------- | --------- | ---------------------------------------------------------------- |
| Oleksandr Likhvald   | -56kg (m)  | 9e        | trekken: 9de met 120kg stoten: 8ste met 150kg totaal: 270kg      |
| Dmytro Hnidenko      | -77kg (m)  | 8e        | trekken: 8ste met 160kg stoten: 9de met 190kg totaal: 350kg      |
| Ruslan Savchenko     | -77kg (m)  | 11e       | trekken: 10de met 157,5kg stoten: 13de met 180kg totaal: 337,5kg |
| Andriy Demchuk       | -94kg (m)  | 11e       | trekken: 14de met 170kg stoten: 10de met 207,5kg totaal: 377,5kg |
| Denys Hotfrid        | -105kg (m) | DNF       | trekken: 2de met 190kg stoten: geen geldige poging               |
| Ihor Razoronov       | -105kg (m) | 4e        | trekken: 1ste met 192,5kg stoten: 4de met 227,5kg totaal: 420kg  |
| Hennadiy Krasylnykov | +105kg (m) | 9e        | trekken: 10de met 190kg stoten: 8ste met 230kg totaal: 420kg     |
| Artem Udachyn        | +105kg (m) | 11e       | trekken: 7de met 195kg stoten: 12de met 220kg totaal: 415kg      |
|                      |            |           |                                                                  |
| Nataliya Skakun      | -58kg (v)  | 7e        | trekken: 10de met 85kg stoten: 6de met 112,5kg totaal: 197,5kg   |
| Victoria Rudenok     | +75kg (v)  | DNF       | trekken: 5de met 115kg stoten: geen geldige poging               |

### Gymnastiek
| Olympiër                                                                                                   | Discipline               | Resultaat | Prestatie |
| Ritmisch                                                                                                   | Ritmisch                 | Ritmisch  | Ritmisch |
| --- | ------------------------ | --------- | --- |
| Olena Vitrichenko                                                                                          | individueel (v)          | 4e        | kwalificatie: 5de touw: 8ste met 9,725 punten hoepel: 7de met 9,750 punten bal: 4de met 9,866 punten lint: 5de met 9,883 punten totaal: 39,399 punten finale: 4de touw: 5de met 9,825 punten hoepel: 3de met 9,833 punten bal: 4de met 9,866 punten lint: 4de met 9,875 punten totaal: 39,408 punten     |
| Tamara Yerofeeva                                                                                           | individueel (v)          | 6e        | kwalificatie: 8ste touw: 5de met 9,850 punten hoepel: 5de met 9,800 punten bal: 11de met 9,716 punten lint: 10de met 9,708 punten totaal: 38,899 punten finale: 6de touw: 8ste met 9,750 punten hoepel: 5de met 9,750 punten bal: 8ste met 9,750 punten lint: 6de met 9,750 punten totaal: 39,000 punten |
| Trampoline                                                                                                 |                          |           | |
| Olexander Chernonos                                                                                        | mannen                   | 8e        | kwalificatie: 8ste met 65,8 punten finale: 8ste met 7,50 punten |
| |                          |           | |
| Oxana Tsyhuleva                                                                                            | vrouwen                  | Zilver    | kwalificatie: 3de met 65,1 punten finale: 2de met 37,70 punten |
| Turnen |                          |           | |
| Oleksandr Beresch                                                                                          | brug (m)                 | 10e       | kwalificatie: 10de met 9,650 punten |
| Valeri Goncharov                                                                                           | brug (m)                 | 56e       | kwalificatie: 56ste met 9,162 punten |
| Valery Pereshkura                                                                                          | brug (m)                 | 29e       | kwalificatie: 29ste met 9,512 punten |
| Olexander Svitlichni                                                                                       | brug (m)                 | 19e       | kwalificatie: 19de met 9,575 punten |
| Roman Zozulya                                                                                              | brug (m)                 | 71e       | kwalificatie: 71ste met 8,800 punten |
| Oleksandr Beresch                                                                                          | paard voltige (m)        | 7e        | kwalificatie: 5de met 9,775 punten finale: 7de met 9,712 punten |
| Valeri Goncharov                                                                                           | paard voltige (m)        | 38e       | kwalificatie: 38ste met 9,550 punten |
| Ruslan Mezentsev                                                                                           | paard voltige (m)        | 15e       | kwalificatie: 15de met 9,700 punten |
| Olexander Svitlichni                                                                                       | paard voltige (m)        | 12e       | kwalificatie: 12de met 9,712 punten |
| Roman Zozulya                                                                                              | paard voltige (m)        | 28e       | kwalificatie: 28ste met 9,637 punten |
| Oleksandr Beresch                                                                                          | rekstok (m)              | 5e        | kwalificatie: 1ste met 9,787 punten finale: 5de met 9,750 punten |
| Valeri Goncharov                                                                                           | rekstok (m)              | 69e       | kwalificatie: 69ste met 9,025 punten |
| Valeriy Pereshkura                                                                                         | rekstok (m)              | 13e       | kwalificatie: 13de met 9,700 punten |
| Olexander Svitlichni                                                                                       | rekstok (m)              | 13e       | kwalificatie: 13de met 9,700 punten |
| Roman Zozulya                                                                                              | rekstok (m)              | 36e       | kwalificatie: 36ste met 9,587 punten |
| Oleksandr Beresch                                                                                          | ringen (m)               | 24e       | kwalificatie: 24ste met 9,550 punten |
| Valeri Goncharov                                                                                           | ringen (m)               | 52e       | kwalificatie: 52ste met 9,337 punten |
| Ruslan Mezentsev                                                                                           | ringen (m)               | 45e       | kwalificatie: 45ste met 9,425 punten |
| Olexander Svitlichni                                                                                       | ringen (m)               | 22e       | kwalificatie: 22ste met 9,562 punten |
| Roman Zozulya                                                                                              | ringen (m)               | 36e       | kwalificatie: 7de met 9,650 punten finale: 8ste met 9,637 punten |
| Oleksandr Beresch                                                                                          | sprong (m)               | 12e       | kwalificatie: 12de met 9,675 punten |
| Valeri Goncharov                                                                                           | sprong (m)               | 30e       | kwalificatie: 30ste met 9,537 punten |
| Valeriy Pereshkura                                                                                         | sprong (m)               | 27e       | kwalificatie: 27ste met 9,562 punten |
| Olexander Svitlichni                                                                                       | sprong (m)               | 32e       | kwalificatie: 32ste met 9,512 punten |
| Roman Zozulya                                                                                              | sprong (m)               | 27e       | kwalificatie: 27ste met 9,562 punten |
| Oleksandr Beresch                                                                                          | vloer (m)                | 9e        | kwalificatie: 7de met 9,612 punten |
| Ruslan Mezentsev                                                                                           | vloer (m)                | 30e       | kwalificatie: 30ste met 9,337 punten |
| Valeriy Pereshkura                                                                                         | vloer (m)                | 19e       | kwalificatie: 19de met 9,462 punten |
| Olexander Svitlichni                                                                                       | vloer (m)                | 36e       | kwalificatie: 36ste met 9,225 punten |
| Roman Zozulya                                                                                              | vloer (m)                | 62e       | kwalificatie: 62ste met 8,687 punten |
| Oleksandr Beresch                                                                                          | individuele meerkamp (m) | Brons     | kwalificatie: 2de met 58,049 punten finale: 3de met 58,212 punten |
| Valeri Goncharov                                                                                           | individuele meerkamp (m) | 59e       | kwalificatie: 59ste met 46,611 punten |
| Ruslan Mezentsev                                                                                           | individuele meerkamp (m) | 87e       | kwalificatie: 87ste met 28,462 punten |
| Valeriy Pereshkura                                                                                         | individuele meerkamp (m) | 67e       | kwalificatie: 67ste met 38,236 punten |
| Olexander Svitlichni                                                                                       | individuele meerkamp (m) | 5e        | kwalificatie: 9de met 57,286 punten finale: 5de met 57,950 punten |
| Roman Zozulya                                                                                              | individuele meerkamp (m) | 27e       | kwalificatie: 32ste met 55,923 punten finale: 27ste met 55,811 punten |
| Oleksandr Beresh Oleksandr Svitlychnyi Roman Zozulia Valeriy Honcharov Valeriy Pereshkura Ruslan Mezentsev | meerkamp team (m)        | Zilver    | kwalificatie: 3de met 229,656 punten finale: 2de met 230,306 punten |
| |                          |           | |
| Viktoriya Karpenko                                                                                         | balk (v)                 | 26e       | kwalificatie: 26ste met 9,537 punten |
| Olha Rozshchupkina                                                                                         | balk (v)                 | 15e       | kwalificatie: 15de met 9,625 punten |
| Olha Teslenko                                                                                              | balk (v)                 | 14e       | kwalificatie: 14de met 9,650 punten |
| Halyna Tyryk                                                                                               | balk (v)                 | 28e       | kwalificatie: 28ste met 9,500 punten |
| Tetiana Yarosh                                                                                             | balk (v)                 | 5e        | kwalificatie: 6de met 9,712 punten finale: 5de met 9,712 punten |
| Viktoriya Karpenko                                                                                         | brug (v)                 | 4e        | kwalificatie: 3de met 9,787 punten finale: 4de met 9,775 punten |
| Olha Rozshchupkina                                                                                         | brug (v)                 | 6e        | kwalificatie: 7de met 9,712 punten finale: 6de met 9,725 punten |
| Olha Teslenko                                                                                              | brug (v)                 | 11e       | kwalificatie: 11de met 9,687 punten |
| Halyna Tyryk                                                                                               | brug (v)                 | 19e       | kwalificatie: 19de met 9,650 punten |
| Tetiana Yarosh                                                                                             | brug (v)                 | 40e       | kwalificatie: 40ste met 9,512 punten |
| Viktoriya Karpenko                                                                                         | sprong (v)               | 38e       | kwalificatie: 38ste met 9,250 punten |
| Alona Kvasha                                                                                               | sprong (v)               | 10e       | kwalificatie: 10de met 9,581 punten |
| Olha Rozshchupkina                                                                                         | sprong (v)               | 35e       | kwalificatie: 35ste met 9,262 punten |
| Halyna Tyryk                                                                                               | sprong (v)               | 67e       | kwalificatie: 67ste met 8,974 punten |
| Tetiana Yarosh                                                                                             | sprong (v)               | 74e       | kwalificatie: 74ste met 8,818 punten |
| Viktoriya Karpenko                                                                                         | vloer (v)                | 35e       | kwalificatie: 35ste met 9,300 punten |
| Olha Teslenko                                                                                              | vloer (v)                | 47e       | kwalificatie: 47ste met 9,162 punten |
| Olha Rozshchupkina                                                                                         | vloer (v)                | 15e       | kwalificatie: 15de met 9,575 punten |
| Halyna Tyryk                                                                                               | vloer (v)                | 29e       | kwalificatie: 29ste met 9,337 punten |
| Tetiana Yarosh                                                                                             | vloer (v)                | 38e       | kwalificatie: 38ste met 9,275 punten |
| Viktoriya Karpenko                                                                                         | individuele meerkamp (v) | 11e       | kwalificatie: 15de met 37,874 punten finale: 11de met 37,874 punten |
| Alona Kvasha                                                                                               | individuele meerkamp (v) | 92e       | kwalificatie: 92ste met 9,581 punten |
| Olha Teslenko                                                                                              | individuele meerkamp (v) | 66e       | kwalificatie: 66ste met 28,499 punten |
| Olha Rozshchupkina                                                                                         | individuele meerkamp (v) | 7e        | kwalificatie: 10de met 38,174 punten finale: 7de met 38,205 punten |
| Halyna Tyryk                                                                                               | individuele meerkamp (v) | 21e       | kwalificatie: 24ste met 37,461 punten finale: 21ste met 37,330 punten |
| Tetiana Yarosh                                                                                             | individuele meerkamp (v) | 39e       | kwalificatie: 28ste met 37,317 punten |
| Olha Rozshchupkina Viktoriya Karpenko Halyna Tyryk Tetiana Yarosh Olha Teslenko Alona Kvasha               | meerkamp team (v)        | 5e        | kwalificatie: 3de met 151,914 punten finale: 5de met 151,846 punten |

### Judo
| Olympiër           | Discipline | Resultaat | Prestatie |
| ------------------ | ---------- | --------- | --- |
| Ruslan Mirzaliyev  | -60kg (m)  | 31e       | voorronde: V van BEL Taymans: waza-ari |
| Gennadiy Bilodid   | -73kg (m)  | 9e        | voorronde: vrij 1ste ronde: W van CUB Lombard: yuko 2de ronde: W van KAZ Shakharov: ippon kwartfinale: V van BLR Laryukov: ippon herkansingen: V van FRA Kheder: ippon                                                     |
| Ruslan Mashurenko  | -90kg (m)  | Brons     | voorronde: vrij 1ste ronde: V van FRA Demontfaucon: ippon herkansingen: W van PUR Santiago: ippon herkansingen 2: W van ARG Costa: ippon herkansingen 3: W van ESP González: ippon bronzen finale: W van CAN Morgan: ippon |
| Valentin Ruslyakov | +100kg (m) | 32e       | voorronde: vrij 1ste ronde: W van POL Kubacki: koka 2de ronde: V van CUB Sánchez: ippon |
|                    |            |           | |
| Lyudmyla Lusnikova | -48kg (v)  | 9e        | 1ste ronde: W van USA Meece: ippon 2de ronde: W van TUR Yıldız: ippon kwartfinale: V van JPN Tamura: ippon herkansingen: V van CHN Zhao: yuko                                                                              |
| Lyudmyla Lusnikova | -70kg (v)  | 22e       | 1ste ronde: V van MGL Tserenkhand: ippon |
| Maryna Prokof'yeva | +78kg (v)  | 13e       | 1ste ronde: V van GER Köppen: ippon herkansingen: V van EGY Hefny: ippon |

### Kanovaren
| Olympiër                                                              | Discipline    | Resultaat | Prestatie                                                                       |
| --------------------------------------------------------------------- | ------------- | --------- | ------------------------------------------------------------------------------- |
| Michał Śliwiński                                                      | C-1 500m (m)  | 7e        | serie 2: 6de in 1.53,682 halve finale: 3de in 1.52,461 finale: 7de in 2.33,129  |
| Serhiy Klyniuk Dmytro Sablin                                          | C-2 500m (m)  | 8e        | serie 1: 2de in 1.42,903 finale: 8ste in 2.02,612                               |
| Roman Bundz Leonid Kamlochuk                                          | C-2 1000m (m) | 12e       | serie 2: 5de in 3.47,150 halve finale: 6de in 3.47,298                          |
| Vladyslav Tereshchenko                                                | K-1 1000m (m) | 12e       | serie 2: 4de in 3.39,517 halve finale 2: 9de in 3.46,833                        |
|                                                                       |               |           |                                                                                 |
| Inna Osypenko                                                         | K-1 500m (v)  | 17e       | serie 1: 9de in 2.02,712                                                        |
| Hanna Balabanova Nataliya Feklisova                                   | K-2 500m (v)  | 10e       | serie 2: 5de in 1.46,962 halve finale: 4de in 1.47,370                          |
| Hanna Balabanova Nataliya Feklisova Olena Cherevatova Mariya Ralcheva | K-4 500m (v)  | 5e        | serie 1: 4de in 1.35,454 halve finale: 1ste in 1.37,704 finale: 5de in 1.37,544 |

### Moderne vijfkamp
| Olympiër          | Discipline | Resultaat | Prestatie |
| ----------------- | ---------- | --------- | --- |
| Georigi Tchimeris | mannen     | 10e       | schietsport: 5de met 183 punten schermen: 10de met 12 overwinningen zwemmen: 6de in 2.05,40 paardensport: 14de met 148 strafpunten atletiek: 20ste in 9.55,85 totaal: 5188 punten |
| Wadim Tkachuk     | mannen     | 5e        | schietsport: 3de met 184 punten schermen: 9de met 12 overwinningen zwemmen: 21ste in 2.16,20 paardensport: 4de met 30 strafpunten atletiek: 13de in 9.39,86 totaal: 5274 punten   |
|                   |            |           | |
| Tatiana Nakaznaya | vrouwen    | 11e       | schietsport: 12de met 175 punten schermen: 15de met 11 overwinningen zwemmen: 9de in 2.24,12 paardensport: 14de met 184 strafpunten atletiek: 7de in 11.03,87 totaal: 4977 punten |

### Roeien
| Olympiër                                                                | Discipline      | Resultaat | Prestatie |
| ----------------------------------------------------------------------- | --------------- | --------- | --- |
| Kostyantyn Zaytsev Kostyantyn Pronenko                                  | dubbel-twee (m) | 11e       | serie 3: 3de in 6.38,06 herkansingen: 3de in 6.33,23 halve finale 2: 5de in 6.36,92 finale B: 5de in 6.36,92 |
| Oleksandr Marchenko Oleksandr Zaskalko Oleh Lykov Leonid Shaposhnykov   | dubbel-vier (m) | 6e        | serie 2: 2de in 5.53,03 halve finale 2: 3de in 5.48,15 finale: 6de in 5.55,12                                |
|                                                                         |                 |           | |
| Yevheniya Andrieieva Nina Proskura                                      | twee-zonder (v) | 8e        | serie 1: 4de in 7.30,82 herkansingen: 3de in 7.31,11 finale B: 2de in 7.20,82                                |
| Olena Ronzhyna Tetiana Ustiuzhanina Svitlana Maziy Dina Miftakhutdynova | dubbel-vier (v) | 4e        | serie 1: 2de in 6.28,17 herkansingen: 1ste in 6.29,41 finale: 4de in 6.25,71                                 |

### Schermen
| Olympiër                                                 | Discipline      | Resultaat | Prestatie |
| -------------------------------------------------------- | --------------- | --------- | --- |
| Oleksandr Horbachuk                                      | degen (m)       | 16e       | 1ste ronde: W van CUB Loyola: 15-14 2de ronde: W van GER Fiedler: 9-8 3de ronde: V van FRA Srecki: 11-15                             |
| Oleksiy Bryzhalov                                        | floret (m)      | 34e       | 1ste ronde: V van UKR Kruhliak: 9-15                                                                                                 |
| Serhiy Holubytskiy                                       | floret (m)      | 6e        | 1ste ronde: vrij 2de ronde: W van GBR Beevers: 15-1 3de ronde: W van ITA Zennaro: 15-12 kwartfinale: V van KOR Kim: 5-15             |
| Oleksiy Kruhliak                                         | floret (m)      | 31e       | 1ste ronde: W van UKR Bryzhalov: 15-9 2de ronde: V van GER Bißdorf: 7-15                                                             |
| Oleksiy Bryzhalov Serhiy Holubytskiy Oleksiy Kruhliak    | floret team (m) | 34e       | 1ste ronde: V van Italië: 40-41 5-8ste plek: W van Rusland: 45-36 5-6de plek: W van Duitsland: 45-43                                 |
| Vadym Huttsait                                           | sabel (m)       | 13e       | 1ste ronde: vrij 2de ronde: W van POL Sznajder: 15-14 3de ronde: V van HUN Ferjancsik: 10-15                                         |
| Volodymyr Kaliuzhniy                                     | sabel (m)       | 25e       | 1ste ronde: V van ITA Terenzi: 10-15                                                                                                 |
| Volodymyr Lukashenko                                     | sabel (m)       | 29e       | 1ste ronde: W van JPN Nagara: 15-7 2de ronde: V van RUS Sharikov: 11-15                                                              |
| Vadym Huttsait Volodymyr Kaliuzhniy Volodymyr Lukashenko | sabel team (m)  | 6e        | 1ste ronde: vrij kwartfinale: V van Frankrijk: 31-45 5-8ste plek: W van Italië: 45-29 5-6de plek: V van Hongarije: 43-45             |
|                                                          |                 |           | |
| Olena Koltsova                                           | floret (v)      | 29e       | 1ste ronde: W van UKR Leleiko: 15-14 2de ronde: V van GER Bau: 6-15                                                                  |
| Olha Leleiko                                             | floret (v)      | 36e       | 1ste ronde: V van UKR Koltsova: 14-15                                                                                                |
| Liudmyla Vasylieva                                       | floret (v)      | 34e       | 1ste ronde: V van CUB Dussu: 6-15 |
| Olena Koltsova Olha Leleiko Liudmyla Vasylieva           | floret team (v) | 8e        | 1ste ronde: W van Canada: 45-35 kwartfinale: V van Italië: 39-45 5-8ste plek: V van Hongarije: 39-45 7-8ste plek: V van China: 40-45 |

### Schietsport
| Olympiër          | Discipline                 | Resultaat | Prestatie                                                                            |
| ----------------- | -------------------------- | --------- | ------------------------------------------------------------------------------------ |
| Artur Ayvazyan    | 10m luchtgeweer (m)        | 8e        | kwalificatie: 4de met 592 punten (97-99-99-100-97-100) finale: 8ste met 692,0 punten |
| Oleg Mykhaylov    | 10m luchtgeweer (m)        | 18e       | kwalificatie: 18de met 588 punten (98-97-97-99-99-98)                                |
| Artur Ayvazyan    | 50m geweer 3 houdingen (m) | 5e        | kwalificatie: 5de met 1170 punten (396-383-391) finale: 5de met 1266,6 punten        |
| Oleg Mykhaylov    | 50m geweer 3 houdingen (m) | 22e       | kwalificatie: 22ste met 1158 punten (396-370-392)                                    |
| Artur Ayvazyan    | 50m geweer liggend (m)     | 30e       | kwalificatie: 30ste met 591 punten (98-99-98-98-99-99)                               |
| Oleg Mykhaylov    | 50m geweer liggend (m)     | 30e       | kwalificatie: 30ste met 591 punten (99-96-100-99-99-98)                              |
| Mykola Milchev    | skeet (m)                  | Goud      | kwalificatie: 1ste met 125 punten (75-50) finale: 1ste met 150 punten (OR)           |
| Oleksandr Zinenko | 10m bewegend doel (m)      | 15e       | kwalificatie: 15de met 569 punten (293-276)                                          |
|                   |                            |           |                                                                                      |
| Natallia Kalnysh  | 10m luchtgeweer (v)        | 28e       | kwalificatie: 28ste met 390 punten (97-98-97-98)                                     |
| Lessia Leskiv     | 10m luchtgeweer (v)        | 15e       | kwalificatie: 15de met 392 punten (96-98-99-99)                                      |
| Natallia Kalnysh  | 50m geweer 3 houdingen (v) | 29e       | kwalificatie: 29ste met 568 punten (197-177-194)                                     |
| Lessia Leskiv     | 50m geweer 3 houdingen (v) | 9e        | kwalificatie: 9de met 579 punten (199-188-192)                                       |

### Schoonspringen
| Olympiër                           | Discipline              | Resultaat | Prestatie                                                                                             |
| ---------------------------------- | ----------------------- | --------- | --- |
| Dmytro Lysenko                     | 3m plank (m)            | 27e       | voorronde: 27ste met 345,54 punten                                                                    |
| Eduard Safonov                     | 3m plank (m)            | 25e       | voorronde: 25ste met 355,05 punten                                                                    |
| Olexsandr Skrypnik                 | 10m toren (m)           | 23e       | voorronde: 23ste met 362,82 punten                                                                    |
| Roman Volod'kov                    | 10m toren (m)           | 21e       | voorronde: 21ste met 377,04 punten                                                                    |
| Olexsandr Skrypnik Roman Volod'kov | 10m toren synchroon (m) | 6e        | 332,22 punten                                                                                         |
|                                    |                         |           | |
| Ganna Sorokina                     | 3m plank (v)            | 11e       | voorronde: 8ste met 291,39 punten halve finale: 10de met 502,02 punten finale: 11de met 512,97 punten |
| Olga Yefimenko                     | 3m plank (v)            | 14e       | voorronde: 16de met 265,74 punten halve finale: 14de met 480,99 punten                                |
| Svitlana Serbina                   | 10m toren (v)           | 32e       | voorronde: 32ste met 230,64                                                                           |
| Olena Zhupina                      | 10m toren (v)           | 6e        | voorronde: 9de met 304,65 punten halve finale: 8ste met 477,81 punten finale: 6de met 489,09 punten   |
| Olexsandr Skrypnik Roman Volod'kov | 3m plank synchroon (v)  | Brons     | 290,34 punten                                                                                         |

### Synchroonzwemmen
| Olympiër                        | Discipline | Resultaat | Prestatie                            |
| ------------------------------- | ---------- | --------- | ------------------------------------ |
| Iryna Rudnytska Olesya Zaytseva | duet       | 14e       | kwalificatie: 14de met 89,183 punten |

### Tafeltennis
| Olympiër     | Discipline    | Resultaat | Prestatie                                                  |
| ------------ | ------------- | --------- | ---------------------------------------------------------- |
| Olena Kovtun | enkelspel (v) | 33e       | groep K: 2de V van TPE Chen-Tong: 0-3 W van VEN Ramos: 3-0 |

### Tennis
| Olympiër                            | Discipline     | Resultaat | Prestatie                                                                                       |
| ----------------------------------- | -------------- | --------- | ----------------------------------------------------------------------------------------------- |
| Elena Tatarkova Hanna Zaporozjanova | dubbelspel (v) | 9e        | 1e ronde: W van TPE Lee/Weng: 6-3, 7-6(4) 2e ronde: V van FRA Halard-Decugis/Mauresmo: 2-6, 4-6 |

### Triatlon
| Olympiër               | Discipline | Resultaat | Prestatie  |
| ---------------------- | ---------- | --------- | ---------- |
| Andriy Glushchenko     | mannen     | 11e       | 1:49.30,17 |
| Volodymyr Polikarpenko | mannen     | 15e       | 1:49.51,78 |

### Wielersport
| Olympiër                                                                  | Discipline                    | Resultaat | Prestatie |
| Baan                                                                      | Baan                          | Baan      | Baan |
| ------------------------------------------------------------------------- | ----------------------------- | --------- | --- |
| Sergiy Matveyev                                                           | individuele achtervolging (m) | 7e        | kwalificatie: 7de in 4.25,380 |
| Alexander Symonenko                                                       | individuele achtervolging (m) | 6e        | kwalificatie: 6de in 4.23,983 |
| Vasyl Yakovlev                                                            | puntenkoers (m)               | 17e       | 5 punten |
| Vasyl Yakovlev Oleksandr Fedenko                                          | ploegkoers (m)                | 9e        | 8 punten |
| Sergiy Matveyev Oleksandr Fedenko Sergiy Chernyavskyy Alexander Symonenko | ploegenachtervolging (m)      | Zilver    | kwalificatie: 2de in 4.04,078 kwartfinale: W van Nederland: 4.03,359 halve finale: W van Groot-Brittannië: 4.00,830 finale: V van Duitsland: 4.04,520                                |
|                                                                           |                               |           | |
| Iryna Yanovych                                                            | sprint (v)                    | Brons     | kwalificatie: 7de in 11,548 1ste ronde: W van HUN Szabolci: 12,015 kwartfinale: W van CAN Dubnicoff: 2-0 halve finale: V van RUS Grishina: 0-2 bronzen finale: W van AUS Ferris: 2-0 |
| Iryna Yanovych                                                            | tijdrit (v)                   | 9e        | 35,512 |
| Mountainbike                                                              |                               |           | |
| Sergiy Rysenko                                                            | mannen                        | 27e       | 2:20.39 |
| Weg                                                                       |                               |           | |
| Serhiy Honchar                                                            | tijdrit (m)                   | 9e        | 59.20 |
| Sergiy Matveyev                                                           | tijdrit (m)                   | 18e       | 1:00.25 |
| Vladimir Duma                                                             | wegwedstrijd (m)              | 27e       | 5:30.46 |
| Olexandr Fedenko                                                          | wegwedstrijd (m)              | 42e       | 5:30.46 |
| Volodimir Gustov                                                          | wegwedstrijd (m)              | 65e       | 5:30.46 |
| Serhiy Honchar                                                            | wegwedstrijd (m)              | DNF       | niet gefinisht |
| Serguei Outschakov                                                        | wegwedstrijd (m)              | 39e       | 5:30.46 |
|                                                                           |                               |           | |
| Tetyana Styazhkina                                                        | tijdrit (v)                   | 19e       | 44.45 |
| Valentyna Karpenko                                                        | wegwedstrijd (v)              | 33e       | 3:10.33 |
| Oksana Saprykina                                                          | wegwedstrijd (v)              | 19e       | 3:06.31 |
| Tetyana Styazhkina                                                        | wegwedstrijd (v)              | 17e       | 3:06.31 |

### Worstelen
| Olympiër            | Discipline  | Resultaat   | Prestatie |
| Vrije stijl         | Vrije stijl | Vrije stijl | Vrije stijl |
| ------------------- | ----------- | ----------- | --- |
| Oleksandr Zakharuk  | -54kg (m)   | 5e          | groep 2: 1ste W van RUS Chuchunov: 3-0 W van BUL Tsonov: 10-0 kwartfinale: V van USA Henson: 4-8 5-6de plek: W van KAZ Mamyrov: 8-1                                                               |
| Yevhen Buslovych    | -58kg (m)   | Zilver      | groep 6: 1ste W van AZE Abdullayev: 7-5 W van ARM Berberyan: 5-1 W van GER Kuhner: 4-1 halve finale: W van UZB Zakhartdinov: 7-5 finale: V van IRI Dabir: 0-3                                     |
| Elbrus Tedeyev      | -63kg (m)   | 11e         | groep 5: 2de W van PRK Jo: 6-4 V van RUS Umakhhanov: 3-13 |
| Zaza Zazirov        | -69kg (m)   | 11e         | groep 3: 2de W van JPN Wada: 3-2 V van MDA Diaconu: 3-5 |
| Alik Muzayev        | -76kg (m)   | 6e          | groep 5: 2de W van POL Jurecki: 3-1 V van KOR Eui-jae: 1-5 W van AUS Ozoline: 16-3 |
| Davyd Bichinashvili | -85kg (m)   | 12e         | groep 1: 2de W van JPN Kawai: 7-1 V van MKD Ibragimov: 1-1 |
| Vadim Tasoyev       | -97kg (m)   | 11e         | groep 3: 2de V van RUS Murtazaliev: 0-4 W van USA Douglas: 5-1 |
| Mirabi Valiyev      | -130kg (m)  | 11e         | groep 3: 3de V van AZE Əshəbəliyev: 0-4 V van USA McCoy: 0-3 |
| Grieks-Romeins      |             |             | |
| Andriy Kalashnykov  | -54kg (m)   | 4e          | groep 5: 1ste W van KGZ Kalilov: 3-0 W van EGY Elela: 16-2 W van USA Mays: 11-0 kwartfinale: vrij halve finale: V van CUB Rivas: 0-11 bronzen finale: V van PRK Kang: 0-7                         |
| Oleksandr Stepanyan | -58kg (m)   | 16e         | groep 4: 3de V van CHN Sheng: 0-10 V van FRA Ainaoui: 6-7 |
| Hryhoriy Komyshenko | -63kg (m)   | 8e          | groep 6: 2de V van SUI Motzer: 1-3 W van NZL Amani: 10-0 W van JPN Motoki: 3-1 |
| Rustam Adzhi        | -69kg (m)   | 8e          | groep 6: 3de W van BLR Kopytov: 3-0 V van POL Wolny: 1-7 V van RUS Glushkov: 4-5 |
| David Manukyan      | -76kg (m)   | 4e          | groep 5: 1ste W van BLR Makaranka: 12-1 W van SAM Iutana: 15-0 W van POL Michalkiewicz: 8-2 kwartfinale: vrij halve finale: V van USA Lindland: 4-7 bronzen finale: V van FIN Yli-Hannuksela: 2-4 |
| Vyacheslav Oliynyk  | -85kg (m)   | 14e         | groep 3: 3de V van RUS Menshchikov: 0-2 W van BLR Tsilent: 6-1 |
| Davyd Saldadze      | -97kg (m)   | Zilver      | groep 6: 1ste W van BLR Lishtvan: 5-2 W van LTU Ežerskis: 2-0 W van TUN Fkiri: 9-0 kwartfinale: vrij halve finale: W van GRE Thanos: 4-2 finale: V van SWE Ljungberg: 1-2                         |
| Georgiy Saldadze    | -130kg (m)  | 6e          | groep 3: 1ste W van VEN Barreno: 9-0 W van AUS Kovacs: 6-0 kwartfinale: V van RUS Karelin: 1-2 5-6de plek: V van SWE Milián: 3-5                                                                  |

### Zeilen
| Olympiër                                           | Discipline  | Resultaat | Prestatie                                              |
| -------------------------------------------------- | ----------- | --------- | ------------------------------------------------------ |
| Maksym Oberemko                                    | mistral (m) | 14e       | 108 punten: (7-23-15-18-30-16-6-1-26-20-2)             |
| Yevhen Braslavets Ihor Matviyenko                  | 470 (m)     | 6e        | 72 punten: (2-5-DSQ-OCS-6-2-4-9-11-DSQ-3)              |
|                                                    |             |           |                                                        |
| Olha Maslivets                                     | mistral (v) | 23e       | 185 punten: (17-24-23-20-22-20-21-22-22-20-21)         |
| Ruslana Taran Olena Pakholchik                     | 470 (v)     | Brons     | 72 punten: (5-7-3-13-5-1-10-9-11-5-3)                  |
|                                                    |             |           |                                                        |
| Rodion Luka Georgiy Leonchuk                       | 49er        | 10e       | 122 punten: (3-15-DNF-9-14-5-2-OCS-7-1-13-9-12-9-8-15) |
| Sergiy Pichugin Volodymyr Korotkov Sergiy Timokhov | soling      | 9e        | 12-1-7-6-17-12                                         |

### Zwemmen
| Olympiër                                                               | Discipline            | Resultaat | Prestatie                                                                             |
| ---------------------------------------------------------------------- | --------------------- | --------- | ------------------------------------------------------------------------------------- |
| Oleksandr Volynets                                                     | 50m vrije slag (m)    | 8e        | serie 6: 1ste in 22,52 (NR) halve finale 2: 5de in 22,36 (NR) finale: 8ste in 22,51   |
| Pavel Khnykin                                                          | 100m vrije slag (m)   | 27e       | serie 8: 8ste in 50,63                                                                |
| Rostyslav Svanidze                                                     | 200m vrije slag (m)   | 24e       | serie 4: 2de in 1.52,35                                                               |
| Igor Chervynskyi                                                       | 400m vrije slag (m)   | 33e       | serie 6: 8ste in 3.59,84                                                              |
| Igor Snitko                                                            | 400m vrije slag (m)   | 16e       | serie 4: 5de in 3.52,97                                                               |
| Igor Chervynskyi                                                       | 1500m vrije slag (m)  | 7e        | serie 4: 3de in 15.12,30 finale: 7de in 15.08,80                                      |
| Igor Snitko                                                            | 1500m vrije slag (m)  | 14e       | serie 5: 5de in 15.14,67                                                              |
| Igor Chervynskyi                                                       | 100m rugslag (m)      | 26e       | serie 7: 8ste in 56,71                                                                |
| Igor Chervynskyi                                                       | 200m rugslag (m)      | 15e       | serie 4: 5de in 2.01,07 (NR) halve finale 2: 7de in 2.02,27                           |
| Oleh Lisohor                                                           | 100m schoolslag (m)   | 15e       | serie 9: 5de in 1.02,24 halve finale 2: 8ste in 1.02,00                               |
| Oleh Lisohor                                                           | 200m schoolslag (m)   | 28e       | serie 2: 2de in 2.18,28                                                               |
| Andriy Serdinov                                                        | 100m vlinderslag (m)  | 17e       | serie 7: 6de in 53,90                                                                 |
| Denys Sylantyev                                                        | 100m vlinderslag (m)  | 12e       | serie 7: 3de in 53,34 halve finale 1: 5de in 53,51                                    |
| Sergey Fesenko                                                         | 200m vlinderslag (m)  | 16e       | serie 6: 7de in 1.59,41 halve finale 1: 8ste in 1.59,03                               |
| Denys Sylantyev                                                        | 200m vlinderslag (m)  | Zilver    | serie 4: 1ste in 1.56,42 halve finale 1: 1ste in 1.56,81 finale: 2de in 1.55,76 (NR)  |
| Artem Goncharenko                                                      | 200m wisselslag (m)   | 31e       | serie 4: 5de in 2.05,98                                                               |
| Dmytro Nazarenko                                                       | 400m wisselslag (m)   | 28e       | serie 3: 5de in 4.25,26                                                               |
| Vyacheslav Shyrshov Rostyslav Svadidze Artem Concharenko Pavel Khnykin | 4x100m vrije slag (m) | 12e       | serie 3: 4de in 3.21,48                                                               |
| Sergey Fesenko Igor Snitko Artem Concharenko Rostyslav Svanidze        | 4x200m vrije slag (m) | 14e       | serie 2: 7de in 7.32,16                                                               |
| Volodymyr Nikolaychuk Oleh Lisohor Denys Sylantyev Vyacheslav Shyrshov | 4x100m wisselslag (m) | 11e       | serie 3: 4de in 3.41,05                                                               |
|                                                                        |                       |           |                                                                                       |
| Olga Mukomol                                                           | 50m vrije slag (v)    | 14e       | serie 10: 7de in 25,67 halve finale 2: 7de in 25,88                                   |
| Olga Mukomol                                                           | 100m vrije slag (v)   | 18e       | serie 3: 1ste in 56,69                                                                |
| Olena Lapunova                                                         | 200m vrije slag (v)   | 26e       | serie 3: 3de in 2.04,39                                                               |
| Olena Lapunova                                                         | 400m vrije slag (v)   | 32e       | serie 3: 8ste in 4.19,96                                                              |
| Olga Beresnyeva                                                        | 800m vrije slag (v)   | 23e       | serie 2: 7de in 9.00,12                                                               |
| Yana Klochkova                                                         | 800m vrije slag (v)   | Zilver    | serie 3: 1ste in 8.29,84 (NR) finale: 2de in 8.22,66 (NR)                             |
| Nadiya Beshevli                                                        | 100m rugslag (v)      | 27e       | serie 3: 5de in 1.04,66                                                               |
| Nadiya Beshevli                                                        | 200m rugslag (v)      | 17e       | serie 2: 1ste in 2.15,86 (NR)                                                         |
| Svitlana Bondarenko                                                    | 100m schoolslag (v)   | 13e       | serie 5: 3de in 1.09,60 halve finale 2: 7de in 1.09,84                                |
| Inna Nikitina                                                          | 200m schoolslag (v)   | 26e       | serie 2: 2de in 2.34,20                                                               |
| Mariya Ogurtsova                                                       | 100m vlinderslag (v)  | 38e       | serie 3: 6de in 1.03,00                                                               |
| Zhanna Lozumyrska                                                      | 200m vlinderslag (v)  | 24e       | serie 2: 4de in 2.14,47                                                               |
| Yana Klochkova                                                         | 200m wisselslag (v)   | Goud      | serie 5: 1ste in 2.13,83 halve finale 2: 1ste in 2.13,08 finale: 1ste in 2.10,68 (OR) |
| Yana Klochkova                                                         | 400m wisselslag (v)   | Goud      | serie 4: 1ste in 4.37,64 (NR) finale: 1ste in 4.33,59 (WR)                            |
| Nadiya Beshevli Olena Lapunova Olga Mukomol Valentyna Tregub           | 4x100m vrije slag (v) | 13e       | serie 2: 7de in 3.49,11                                                               |
| Nadiya Beshevli Al'bina Bordunova Olena Lapunova Zhanna Lozumyrska     | 4x200m vrije slag (v) | DSQ       | serie 1: gediskwalificeerd                                                            |
| Nadiya Beshevli Svitlana Bondarenko Olena Grytsyuk Valentyna Tregub    | 4x100m wisselslag (v) | 16e       | serie 3: 5de in 4.16,45                                                               |

Albanië · Algerije · Amerikaanse Maagdeneilanden · Amerikaans-Samoa · Andorra · Angola · Antigua en Barbuda · Argentinië · Armenië · Aruba · Australië · Azerbeidzjan · Bahama's · Bahrein · Bangladesh · Barbados · België · Belize · Benin · Bermuda · Bhutan · Bolivia · Bosnië en Herzegovina · Botswana · Brazilië · Britse Maagdeneilanden · Brunei · Bulgarije · Burkina Faso · Burundi · Cambodja · Canada · Centraal-Afrikaanse Republiek · Chili · China · Chinees Taipei · Colombia · Comoren · Congo-Brazzaville · Congo-Kinshasa · Cookeilanden · Costa Rica · Cuba · Cyprus · Denemarken · Djibouti · Dominica · Dominicaanse Republiek · Duitsland · Ecuador · Egypte · El Salvador · Equatoriaal-Guinea · Eritrea · Estland · Ethiopië · Fiji · Filipijnen · Finland · Frankrijk · Gabon · Gambia · Georgië · Ghana · Grenada · Griekenland · Groot-Brittannië · Guam · Guatemala · Guinee · Guinee‑Bissau · Guyana · Haïti · Honduras · Hongarije · Hongkong · Ierland · IJsland · India · Indonesië · Irak · Iran · Israël · Italië · Ivoorkust · Jamaica · Japan · Jemen · Joegoslavië · Jordanië · Kaaimaneilanden · Kaapverdië · Kameroen · Kazachstan · Kenia · Kirgizië · Koeweit · Kroatië · Laos · Lesotho · Letland · Libanon · Liberia · Libië · Liechtenstein · Litouwen · Luxemburg · Macedonië · Madagaskar · Malawi · Malediven · Maleisië · Mali · Malta · Marokko · Mauritanië · Mauritius · Mexico · Micronesië · Moldavië · Monaco · Mongolië · Mozambique · Myanmar · Namibië · Nauru · Nederland · Nederlandse Antillen · Nepal · Nicaragua · Nieuw-Zeeland · Niger · Nigeria · Noord-Korea · Noorwegen · Oeganda · Oekraïne · Oezbekistan · Oman · Oostenrijk · Pakistan · Palau · Palestina · Panama · Papoea-Nieuw-Guinea · Paraguay · Peru · Polen · Portugal · Puerto Rico · Qatar · Roemenië · Rusland · Rwanda · Saint Kitts en Nevis · Saint Lucia · Saint Vincent en Grenadines · Salomonseilanden · Samoa · San Marino ·  Sao Tomé en Principe · Saoedi-Arabië · Senegal · Seychellen · Sierra Leone · Singapore · Slovenië · Slowakije · Soedan · Somalië · Spanje · Sri Lanka · Suriname · Swaziland · Syrië · Tadzjikistan · Tanzania · Thailand · Togo · Tonga · Trinidad en Tobago · Tsjaad · Tsjechië · Tunesië · Turkije · Turkmenistan · Uruguay · Vanuatu · Venezuela · Verenigde Arabische Emiraten · Verenigde Staten · Vietnam · Wit-Rusland · Zambia · Zimbabwe · Zuid-Afrika · Zuid-Korea · Zweden · Zwitserland · Individuele olympische atleten